# Església parroquial de Sant Antoni Abat (Sant Antoni de Vilamajor)
Sant Antoni Abat és l'església parroquial de Sant Antoni de Vilamajor (Vallès Oriental) construïda entre els anys 1944 i 1949 per suplir l'antiga, que havia estat destruïda el 1936. Aquesta primera capella havia estat feta construir per Pere Sunyer el 1555; visitada des del segle xviii, havia esdevingut vicaria perpètua de Sant Pere de Vilamajor des de l'any 1798.
És de planta basilical, amb una nau major central separada per quatre columnes de les dues naus laterals. L'absis és de volta de mitja esfera. Al sostre hi ha un enteixinat. La façana acaba amb frontó i cornisa, per sota hi ha tres buits de mig punt. Més avall, protegida per unes arcades, hi ha l'entrada central, i dues més de laterals. Totes les columnes tenen capitell corinti. Al pati de davant de l'església hi ha un banc de pedra amb la data 1796 i una inscripció, possiblement mortuòria.